# 대한민국 민법 제185조
대한민국 민법 185조는 물권의 종류에 대한 민법 물권법 조문이다. 민법의 물권법정주의를 선언하는 조항이다.

## 조문
제185조(물권의 종류) 물권은 법률 또는 관습법에 의하는 외에는 임의로 창설하지 못한다.

第185條(物權의 種類) 物權은 法律 또는 慣習法에 依하는 外에는 任意로 創設하지 못한다.

## 비교조문
일본민법 제175조 (물권의 창설) 물권은 이 법률 기타 법률에 정한 것 이외에는 창설할 수 없다.

중국물권법 제5조 물권의 종류와 내용은 법률의 규정에 따른다.

## 사례
- A마을에 오랫동안 마을주민들이 사용해 도로가 있었는데 도로가 가로지르는 토지의 주인은 마을사람들이 자신의 토지를 통행하는 것을 문제 삼지 않았다. 이 경우 관습상의 통행권이라는 것은 성문법상 근거가 없고 관습법이 존재한다고 보기 어려워 통행권이 인정되지 않는다[1].

## 판례

### 분묘기지권
- 토지소유자의 승낙을 얻어 분묘가 설치된 경우 분묘소유자는 분묘기지권을 취득하고, 분묘기지권의 존속기간에 관하여는 당사자 사이에 약정이 있는 등 특별한 사정이 있으면 그에 따를 것이나, 그러한 사정이 없는 경우에는 권리자가 분묘의 수호와 봉사를 계속하며 그 분묘가 존속하고 있는 동안 존속한다고 해석함이 타당하다. 또, 분묘가 멸실된 경우라고 하더라도 유골이 존재하여 분묘의 원상회복이 가능하여 일시적인 멸실에 불과하다면 분묘기지권은 소멸하지 않고 존속하고 있다고 해석함이 상당하다.[2]
- 분묘의 기지인 토지가 분묘소유권자 아닌 다른 사람의 소유인 경우에 그 토지 소유자가 분묘소유자에 대하여 분묘의 설치를 승낙한 때에는 그 분묘의 기지에 대하여 분묘소유자를 위한 지상권 유사의 물권(분묘기지권)을 설정한 것으로 보아야 하므로, 이러한 경우 그 토지소유자는 분묘의 수호·관리에 필요한, 상당한 범위 내에서는 분묘기지가 된 토지부분에 대한 소유권의 행사가 제한될 수밖에 없다.[3]

## 참고 문헌
- 오현수, 일본민법, 진원사, 2014. ISBN 978-89-6346-345-2
- 오세경, 대법전, 법전출판사, 2014 ISBN 978-89-262-1027-7
- 이준현, LOGOS 민법 조문판례집, 미래가치, 2015. ISBN 979-1-155-02086-9
- 이상태, 물권법, 법원사, 2015. ISBN 9788991512962

## 같이 보기
- 물권법정주의